# Dyngbaggar
Dyngbaggar (Aphodiinae) är en underfamilj i familjen bladhorningar bland skalbaggarna. Släktet omfattar 45 arter i Sverige. De är mellan 3 och 13 mm långa, svarta eller brunaktiga djur med välvd kroppsform.
Dyngbaggarna dras ofta till ljus nattetid.

## Ekologi
Dyngbaggar lever vanligtvis i (och av) spillning av kor och andra växtätande djur, i vilken de också lägger äggen. Vissa arter lever dock i mull. De har stor betydelse för nedbrytningen av organiska ämnen, främst djurspillningar, i naturen.
Ett par forskare bevakade en elefantspillning på 1½ kg på den afrikanska savannen och kunde se att 16.000 dyngbaggsindivider efter två timmar på olika sätt hade avlägsnat hela högen genom att äta, rulla iväg eller gräva ner delar av den.